# アンドファーマ
アンドファーマ株式会社とは、東京都中央区に所在する持株会社である。

## 概要
国内ファンドのジェイ・ウィル・パートナーズが投資する日医工、共和薬品工業、武田テバファーマの後発品3社を傘下に収める持株会社として2025年1月6日に設立し、同年7月1日に発足した。社長は日医工社長の岩本紳吾が兼任する。

## 事業所所在地
- 東京都中央区日本橋本町1丁目5番4号 住友不動産日本橋ビル11階

## 傘下の企業
- 日医工
- 共和薬品工業
- 武田テバファーマ

## 公式サイト
- アンドファーマ（公式）